# Noitibó-guatemalteco
Noitibó-guatemalteco ou bacurau-maia (Antrostomus badius) é uma ave da espécie de Caprimulgidae. Encontra-se em Belize, Guatemala, México e Honduras.

## Taxonomia e sistemática
A espécie foi por muitos anos classificado no gênero Caprimulgus, mas mais tarde foi restaurado ao seu gênero original Antrostomus. Ele e o noitibó-de-coleira-amarelada (A. salvini) foram durante algum tempo considerados subespécies do noitibó-de-cauda-seda (A. sericocaudatus). O noitibó-guatemalteco é monotípico.

## Descrição
O nightjar Yucatan é 24 to 25.5 cm (9.4 to 10.0 in) longo. Um macho pesava 65.5 g (2.31 oz) e três fêmeas 51.2 to 64.3 g (1.81 to 2.27 oz). As partes superiores do macho são marrom-acinzentadas. A coroa tem manchas marrom-escuras e manchas brancas acinzentadas, e o dorso e a garupa têm manchas amarelas e canela e amplas listras marrom-escuras. Tem uma larga gola tawny ou buff na nuca e nas laterais do pescoço. A cauda é marrom com tênues barras tawny; os três pares de penas mais externos têm pontas brancas largas e o par mais interno com manchas marrom-acinzentadas nas pontas. As asas são castanhas a castanhas acinzentadas com manchas e barras acastanhadas. O rosto é tawny com manchas marrom-escuras. O queixo e a garganta são marrom escuro com barras de canela e uma estreita faixa branca abaixo do último. O peito é marrom com manchas de canela e amarelo, e a barriga e os flancos são marrom-escuros com manchas de canela, barras marrons e muitas manchas brancas. A fêmea é semelhante ao macho, mas as pontas pálidas das penas externas da cauda são muito menores e amarelas, não brancas.

## Distribuição e habitat
O noitibó-guatemalteco é um residente durante todo o ano da Península de Yucatán no México e Cozumel ao largo de sua costa. É um visitante não reprodutor de Belize e do noroeste de Honduras, e há alguns relatos do norte da Guatemala nessa temporada também. Ele habita "florestas de arbustos e arbustos e borda da floresta".

## Comportamento

### Alimentando
O noitibó-guatemalteco. Ele caça insetos voadores saltando de um poleiro e possivelmente também do solo.

### Reprodução
A época de reprodução do noitibó-guatemalteco não foi definida. O tamanho da ninhada é de dois ovos, provavelmente colocados diretamente no chão sem ninho, como é comum entre os noitibós.

### Vocalização
A canção do noitibó-guatemalteco é "um puc ree-u-reeeu alto e claro ' ou pc weeu wee-weeeu. É cantado de um poleiro escondido em um arbusto ou árvore, principalmente de fevereiro a agosto. Também faz um "cacarejar duro e oco, k-lok k-lok ... ou p-tok . . . ."

## Status
A IUCN avaliou o nightjar de Yucatan como sendo de menor preocupação. Sua população é estimada em pelo menos 50.000 indivíduos maduros, mas está diminuindo. Nenhuma ameaça imediata foi identificada.